# Sello imperial de Corea
El Sello imperial de Corea (대한제국의 국장 en coreano) o Ihwamun (이화문 en coreano) fue uno de los símbolos del Imperio de Corea. Originalmente fue el emblema de la familia imperial y posteriormente fue utilizado para el escudo del imperio de corta duración. El símbolo cuenta con una flor de ciruelo (en hangul, 이화; en hanja, 李花; romanización revisada, Ihwa; McCune-Reischauer, Ihwa), También conocido como Maehwa, que señala el comienzo de la primavera en Corea. La flor del ciruelo se consideraba un símbolo de valentía frente a las dificultades, especialmente en algo tan físicamente delicado, y ha sido admirada durante mucho tiempo en la literatura coreana y china. A medida que el ciruelo florece entre dos estaciones, también se considera un símbolo de la primavera, que aporta calidez, transición y la promesa de fecundidad.
Desde la antigüedad, la flor del ciruelo ha estado llena de significado y misterio. Las flores de ciruelo florecen al final del invierno y, por eso, se les llama el heraldo de la primavera. También simbolizan la perseverancia porque pueden florecer durante el frío invierno. Al ser consideradas la primera flor del año, también representan pureza y renovación. Las flores de ciruelo tienen cinco pétalos que se cree que transmiten 5 bendiciones diferentes, como riqueza, salud, virtud, paz y muerte natural.

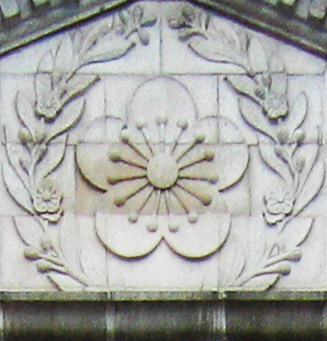
Seokjojeon, Deoksugung en Seúl.
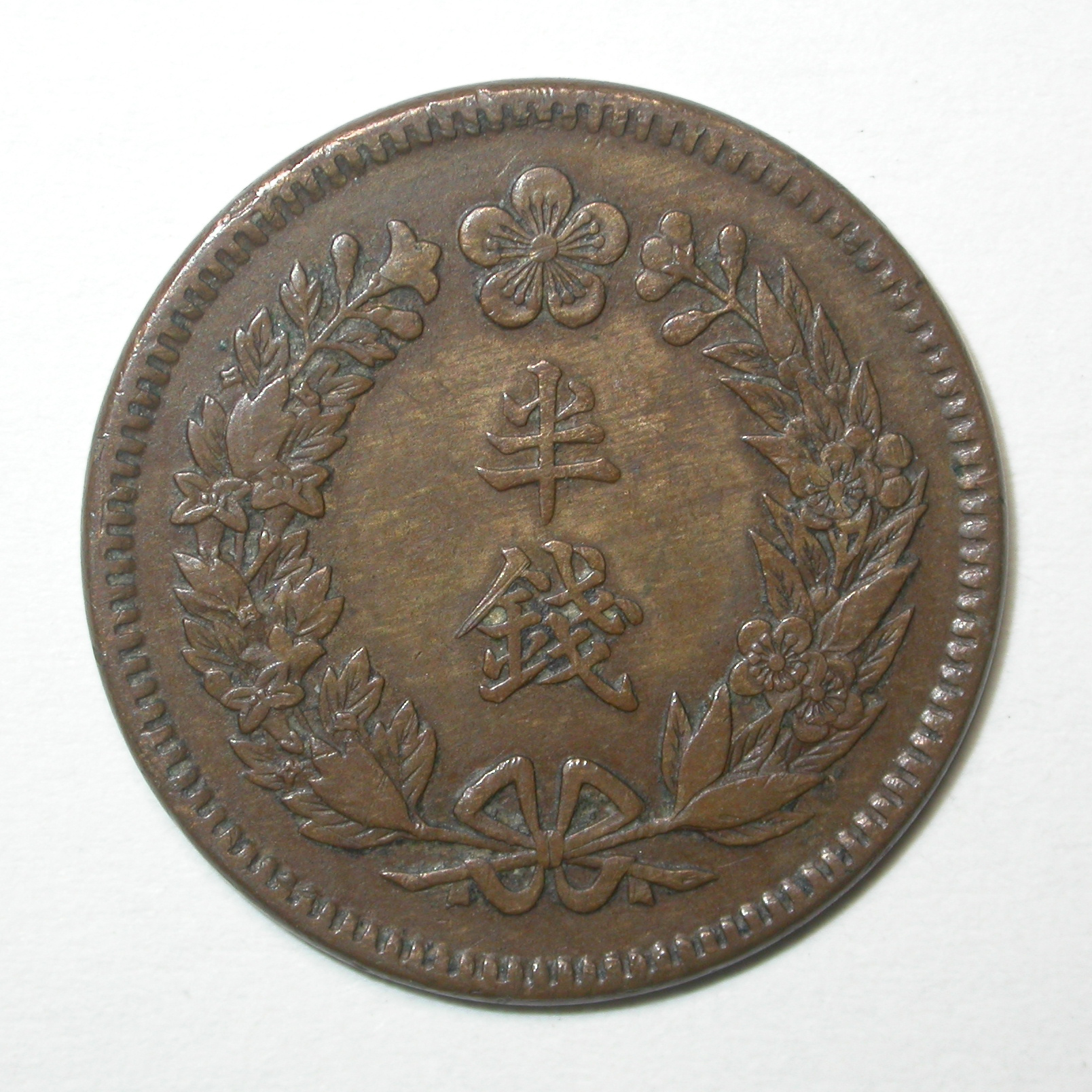
½ jeon. Moneda del Imperio de Corea (1909).